# コンバット!
『コンバット!』（英: 「Combat!」）は、米ABCで1962年から1967年まで放送されたアメリカのテレビ番組（連続テレビドラマ）。第二次世界大戦下での、アメリカ陸軍歩兵連隊のある分隊の活躍を描いている。
日本でも吹替えにより全152本が放送され、60年代を代表する海外ドラマとして現在も知名度が高い。

## 内容

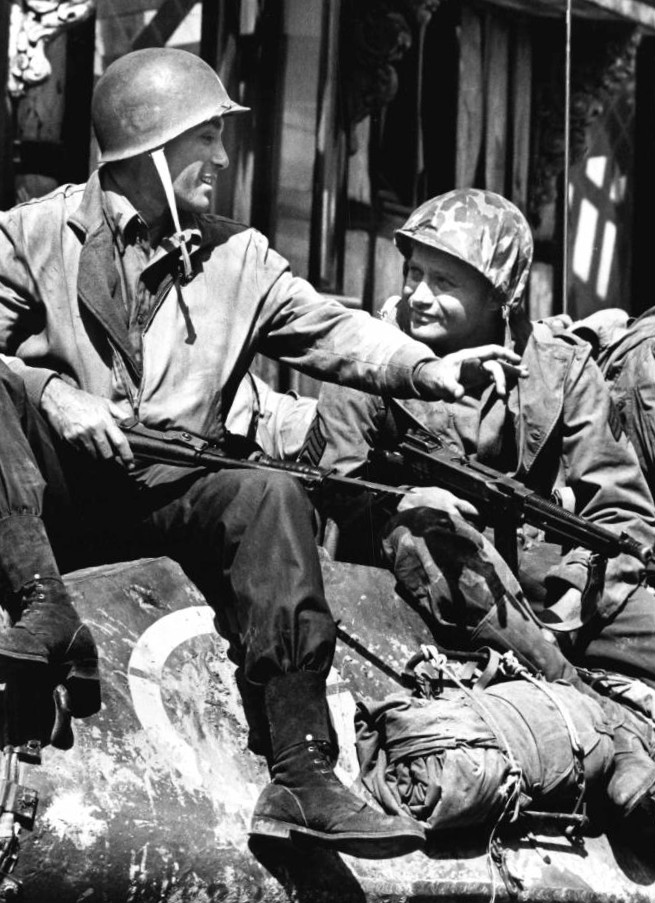
ダブル主演のジェイソン（左）とモロー。第3話（米放送第1話）「あるドイツ将校」を撮影中に。

時は第二次世界大戦末期の1944年初夏、ところはフランス国。アメリカ陸軍第361歩兵連隊第3大隊K中隊に属する、第2小隊の隊長ギルバート・ヘンリー少尉と、少尉麾下の一分隊を率いる隊長チップ・サンダース軍曹を中心とした歩兵達の「ヒューマンドラマ」である。
ヒューマンドラマと言われる所以は、物語の主題が軍事ではなく、「戦争を通じた人間模様」を描くことにある為である。このため戦争は舞台に過ぎず、第1話以外は、特別に戦争の展開と物語はリンクしておらず、史実の具体的な内容はストーリーに反映されていない。1944年6月6日決行のオーバーロード作戦（別名ノルマンディー上陸作戦）から物語がスタートし、第二次世界大戦末期の西部戦線（地域は漠然とフランス）が舞台であったが、架空の作戦や架空の戦線でドラマは進行する。パリの解放といった、具体的な時期を推定できる事象もほとんど登場しない一方で、各エピソードには心理的葛藤などを題材としたテーマが毎回設けられていた。カラー化に伴う製作費高騰などにより5年目で打ち切られたため厳密な意味での「最終回」は存在せず、終戦まではついに描かれなかった。ただ、打ち切りが決定したからか第5シーズンの話の中には、登場ゲストなどが終戦が近い事を窺わせる発言をしている場面がある。
また敵役とされるドイツ兵についても決してただの悪役としては描かれておらず、むしろドイツ兵の日常のさりげない描写を通じて主人公のアメリカ兵たちと大差のない、同じ人間として描かれている。勿論、舞台は戦場なので戦闘アクションシーンも多いが、人間の内面を描くドラマであるがゆえに、全くアクションのないエピソードもある。基本的に兵士個人の視線で描かれ、戦争の酷さ、戦争とは、人間とは何か等の深いテーマを扱っているドラマである。
セットこそ製作費の都合上、使い回しが目立っていたが、その反面、ドイツ兵やフランス人役を演じた俳優の中には、ドイツ語圏・フランス語圏の国出身の俳優や、ドイツ語やフランス語圏の国にルーツを持つ俳優が多く起用されている。
5年間に全5シーズンとして製作・放送されたが、放送順序は制作順とやや異なっており、放送された順序もアメリカと日本では若干異なっていた。当初は白黒で製作されたが、最後の第5シーズンだけはカラーで製作された。日本での放送順では第1話『ノルマンディに上陸せよ』（原題："A Day In June"）から第127話『丘は血に染まった　後編』（原題："HILLS ARE FOR HEROES PART II"）までが白黒、第128話『ならず者部隊』（原題："THE LOSERS"）から最終回の第152話『さらば戦場』（原題："THE PARTISAN"）までがカラーである。

### 日本での放映

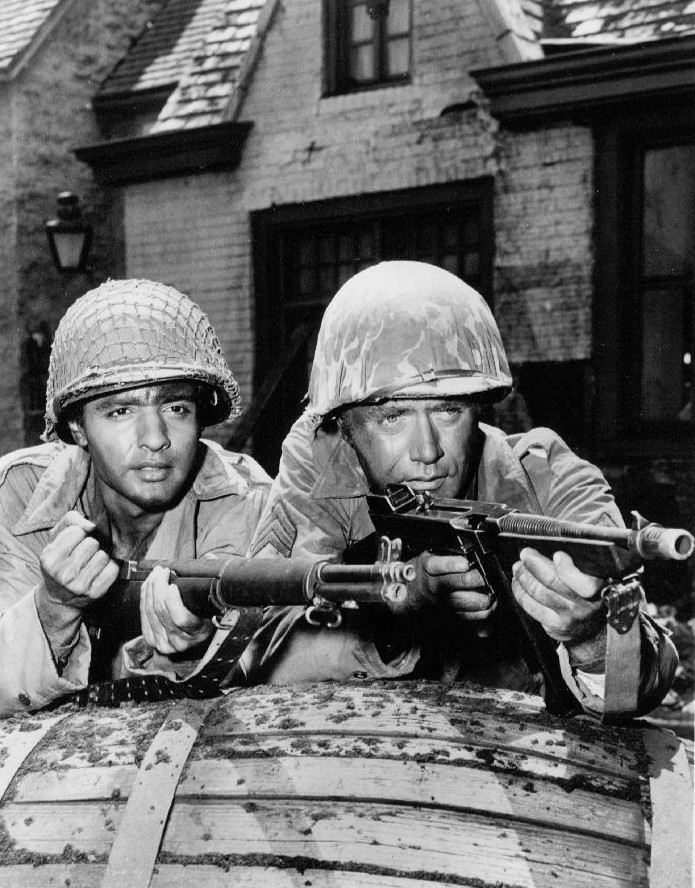
第66話「軍曹が死んだ」のワンシーン。トンプソン・サブマシンガンを構えるモロー。隣でM1ガーランドを構えているのはコーガン二等兵役でゲスト出演したサル・ミネオ（1965年・以後3回別の役柄で出演）。

#### TBS版
- 日本に於いてはTBS系列で1962年11月7日から1967年9月27日まで、水曜20:00から放送され人気を博した。大正製薬の一社提供[4][5]。特に前述されているが、テーマソングと「STARRING: RICK JASON (AND) VIC MORROW」（サンダース軍曹役のヴィック・モローが主役のエピソードの場合には、「STARRING: VIC MORROW (AND)  RICK JASON）」のナレーションが有名である。なお当時、VIC（ヴィクターの愛称・略称）をbigと勘違いしていた人も多い。日本では、スマートでクールな将校ヘンリー少尉よりも、叩き上げで泥臭く荒っぽい下士官のサンダース軍曹に人気があり、ヴィック・モローやリック・ジェイソンの好演もあって人気テレビ映画として浸透していった。吹替え版の翻訳を担当したのは額田やえ子である。

- 特に本番組のマーチ調テーマソングは日本でも有名で、現在でもCMやバラエティ番組でも使用される機会が多いほか、プロ野球・高校野球の応援でもアレンジしたものが使用されている。

ネット局
- TBS：水曜 20:00 - 20:56
- 新潟放送：水曜 20:00 - 20:56[6]

#### その他
- 2005年11月からNHK-BS2で『ローハイド』と共に、第1話から第16話までの放映があり、放映後に数分の「コンバット!レビュー」なるコーナーを設け、田中信夫、納谷悟朗、なぎら健壱、山本晋也が交替で放映された内容を思い出と共に語り、田中・納谷は主に当時の吹き替えエピソード等を中心に、なぎら・山本は主に当時の視聴者目線から見た内容で話している。

- 2006年4月からNHK-BS2午前0時台の「懐かし海外ドラマ」枠として火曜日に再放送が開始された。このとき本来の第67話「小さな回転木馬（THE LITTLE CAROUSEL）」は、短時間ながらカットされていた部分の編集補正のため、第72話として放映された。以下本来の第68話は「誰が死なせたか（POINT OF VIEW）」、第69話は「戦車対歩兵（THE DUEL）」、第70話は「重い袋（THE SILVER SERVICE）」、第71話は「ブドー酒作戦（A RARE VINTAGE）」、第72話は「兵隊失格（A GIFT OF HOPE）」である。放送時間は2007年1月から土曜深夜、2008年4月からは金曜日18:00に変わっている。2009年4月まで2週間後の火曜9:00に再々放送も行われていた。

## 登場人物
※日本語吹替版の声優は、初放送時（オリジナル版）のキャストを記載。

### レギュラーメンバー
サンダース軍曹（Sgt. Chip Saunders）演 - ヴィック・モロー、声 - 田中信夫

経験豊富なベテラン兵士で、情け容赦ない鬼軍曹。自分にも他人にも厳しい性格で、常にベストを尽くすことを皆に求め、そうしない者には怒り、しばしば軽蔑の態度を見せることがある。かつては享楽的なところもあったが、戦場を重ねて極めて責任感が強い人物になり、自分の指揮下で部下が死ぬと自分の失敗であるように自らを責める。生まれながらのリーダーであるが、職業軍人は余り好まない。
身長180センチ、碧眼のブロンド。かなり寡黙な男で、無駄話を嫌う。普段はやや暗く、いつもだるそうにしているが、酔うと陽気になる。

出身地はアメリカ中西部（オハイオ州クリーブランド市またはイリノイ州（クリーブランド町））で、5人兄弟の長男。年齢は推定25歳。父親は彼が12歳の時に亡くなり、以来、家長となって家族を養って弟妹を育てていた。高校時代もパートで働き、卒業後もフルタイムで働き通しだったため、その義務から逃げたいと思うようになり、「魔法の切符」だとして、真珠湾攻撃の直後、1942年初旬に志願して入隊した。3ヶ月の基礎訓練の後、彼はそのリーダーシップを認められて伍長に昇進した。1943年に部隊と共に北アフリカ戦線に送られ、アルジェに赴任するが、酒のトラブルで逮捕・懲戒処分を受けて、下士官から二等兵まで降格になった。しかし部隊は6月にイタリア戦線に転入され、ここでは活躍した。彼の最初の戦闘は9月のアヴァランチ作戦におけるサレルノ上陸戦である。12月のサン・ピエトロの戦いでは、すでに伍長だったが、戦死した分隊長の代理を務め、重傷を負いつつ任務をやり遂げた。この活躍により後に 名誉戦傷章を受けている。怪我の回復のためにイギリスに送られ、数ヶ月間ここで養生していたが、回復後はノルマンディー上陸作戦の準備中の第361歩兵連隊に編入された。再び軍曹に昇進し、キング中隊第2小隊で分隊長を命じられている。

ジョーイという一つ下の弟がいるが戦死してしまったため、サンダースはこれを深く悔やんでいる。またクリスという17歳の弟が学校を出てすぐ、D-デイの後（1945年初頭ごろ）に入隊した。ジョーイとクリスの間に海兵隊員で太平洋戦線で戦っている弟がもう一人いるが、名前は不明。さらに故国には母と暮らす15歳のルイーズという妹もいた。
キング中隊で一緒になり、後の上官となるギル・ヘンリーとは飲み仲間で、イギリス待機中には一緒に遊んでいた。グレーディ・ロングはイタリア以来の戦友で、D-デイの日に同じ中隊になるが、彼は後に戦死した。
ヘルメットに迷彩布を付けているのが特徴で、初期放送分では顎紐はだらりと垂らしていた（他の兵士は顎紐はヘルメット後部にかけていた）。戦闘では単独で側面に回ることが多く、走り回ったり格闘したりして、たびたびヘルメットを落とすのが印象的。
全編で、18回も銃創を負い、2回の大火傷、5回も爆発物で負傷した。さらに多数の打撲、裂傷、失神、一時的な失明や聴覚障害、記憶喪失まで経験している。
ヘンリー少尉（2nd Lt. Gil Hanley）演 - リック・ジェイソン、声 - 納谷悟朗

若き新任の少尉。193センチの長身、黒髪に緑色の目、洗練された紳士で、美男、爽やかな微笑みが特徴。上陸前までは非常に明るかったが、責任ある少尉という立場になってから、控えめで落ち着いた態度になった。あまり実戦経験がないことを思わせない、毅然とした振る舞いで皆の模範的存在。

大卒のエリートで、ルームメイトにフランス人留学生。卒業後に彼を訪ねてフランスに来たことがある。家族構成など詳しい背景はドラマで語られないので不明だが、父親は存命である。

初登場の第1話では2等軍曹で、従軍章も付けていなかったことから、このオマハ・ビーチに上陸した戦いが彼の初陣だったようである。このD-デイの戦闘で小隊長のクローリー中尉が死亡し、その後を引き継いだ活躍で勲章を受け、その場で少尉に昇進した。下士官時代は同僚サンダースとは女性を巡って争うライバルで親しい友人だったが、この昇進をきっかけに、指揮官と部下の距離を置くようになった。しかしサンダースは彼の右腕であり、小隊のなかで最も頼りにしている。

フィッシングが趣味。イングランド国教会の礼拝に出席していた。特別任務で敵戦線後方にパラシュート降下したことがあり、飛ぶのは嫌いであるが、簡単なレクチャーで飛行機の操作を覚えた。自動車だけでなくオートバイも運転できる。ヘンリー少尉は、演じる役者リック・ジェイソンの私物である、ピンクの指輪を左手にはめている。また左手には腕時計をしていて、ポケットにジッポーライターを持つ。第四シーズンまではウインターコンバットジャケット、第五シーズンではM1943フィードジャケットを着ている。
ケーリ上等兵（Pfc. Paul "Caje" LeMay）演 - ピエール・ジャルベール、声 - 山田康雄　

本名はポール・ルメイというが、ケイジャンというルイジアナのフランス系移民（アケイディアン）の別称を渾名とし、皆にはケイジと呼ばれる。これが日本語版ではケーリとされている。
身長178センチ、黒髪、細身の優男で、瞳の色はヘイゼル。社交的で親しみやすい性格で、多弁。女ったらしだが、ドラマの中で口説くのに成功したことはない。左利きで、銃は左で撃つが、ペンは右手で持って書く。ナイフの使い手で、音もなくドイツ兵を殺すことができる。軽快で機敏なため、斥候や分隊の先頭を歩かされることが多い。ほとんど怪我一つしないが、精神的にはあまり強くない。ワインや強い酒が好物。

ルイジアナ州ニューオリンズ出身で、前述の通りフランス系移民の子。第一言語はフランス語のため、しばしばフランス人との通訳も務める。

第1話のオマハ・ビーチでの戦闘が初陣で、同郷で親友のテオが彼の目の前で死んだときには、非常に取り乱した。

宗教はカトリック。両親はともに健在で、妹は結婚していて少なくとも1児を出産している。先祖の故郷であるフランスを愛し、ケーリ本人は戦争後にフランスに住もうかと考えていた。
サンダースがいないときは分隊のリーダー格で先任兵。ヘンリー少尉によって他の分隊を任されたこともある。フランス市民を誤って殺し、その娘ミシュリーヌを孤児にしてしまった罪悪感に押しつぶされそうになったことがある。故郷での経験から渡れる浅瀬を探すのが得意で、どこで習ったかは不明だが、スキーは一流の腕前であった。
アメリカ陸軍のワッペンの付いた黒いベレー帽を左肩に付けているのが特徴で、たまにヘルメットの代わりに被っていることもある。またしばしばジャケットの下にタートルネックのシャツを着ている。2話だけ結婚指輪をつけたエピソードがある。
カービー二等兵/上等兵 （Pvt./Pfc. William G. Kirby）演 - ジャック・ホーガン、声 - 羽佐間道夫

無許可離隊（AWOL）の常習犯で、分隊の問題児。短気で喧嘩っ早く、暴言を吐き、酒癖、女癖の悪い男で、人に難癖つけて絡んだりとトラブルメーカーで、サンダースを困らせる辛辣な不平家であるが、一方で戦闘では一流の兵士である。賭け事、酒、女に目がない。

シカゴのストリートキッズで、10歳になるまで木も見たことは無かったと本人は言う。故郷での渾名は「野蛮人カービー」。ニュージャージー州トレントンで基礎訓練を受けて出征した。このとき訓練地で一緒だった親友はサン・ローの戦い（コブラ作戦の一端）で戦死した。

アメリカと日本とではエピソードの放送順が違うため、日本版では第2話「三人の新入兵」から分隊の一員として登場する。カービーもノルマンディー上陸作戦では同じオマハ・ビーチに上陸したが、他の分隊に所属していたため、日本版の第1話には登場しない。もともとは別の分隊を指揮する伍長だったが、フランスに来てから女性を巡る争いでカフェで乱闘事件を起こして逮捕され、二等兵に降格された経歴を持つ。このため態度がでかい。

ミドルネームの「G」は何の略かは不明。父ジェームズはアイオワ州出身で、母と弟ジョージはシカゴに住んでいる。伯父はシカゴでボウリング場を経営している。妹のルースは幼馴染みのエディー・コパチェックと婚約していたが、彼は情報将校となって戦地で武装親衛隊に捕まって撲殺された。
カービーは、分隊の中では一番のバズーカ砲の射手で、グレーディ・ロングが戦死したときに彼のBARを引き継ぐのも自分だと主張した。実際には傷心のサンダースに反対されたので、分隊の3番目のBAR射手となった。
1944年8月7日の攻撃において敵前逃亡の疑いで軍法会議にかけられたが、サンダースとケーリの証言のおかげで無罪になった。
右手首に金の鎖状のブレスレットを、（左利きだが）左手首に腕時計をはめている。一人だけ大きなナイフを持っており、これはしばしばサンダースにも貸している。一方で、カービーが水筒を持って歩くことは稀である。ガンベルトの6つのポケットにBARの重い弾倉を12個入れている。
リトルジョン上等兵（Pfc. Littlejohn）演 - ディック・ピーボディ、声 - 塩見竜介

身長198センチの心優しい大男。手先が不器用で、時々口どもるが、ライフルの名手。分隊のなかではビリー・ネルソンと親友。誰に対しても非常に親切だが、特に年長者や女性や修道女に敬意を払い、教会に入るときは必ずヘルメットをぬぐほど信心深い。一見頭が悪そうだが、実は分別があり簡単には瞞されない。行動が慎重で、単独行動をすることはほとんどない。サンダースの指示を遵守しようとして、しばしばそれに従わないゲストキャラクターと衝突することはあるが、極めて温和で、ややお節介。

ネブラスカの田舎出身。農場を所有しており、両親はともに健在。叔父と仲が良く、弟もいる。
D-デイのときはビリーと一緒にオマハ・ビーチに上陸したが、そのときはサンダースの分隊にはいなかった。

日米ともに第1話には登場せず、第2話「三人の新入兵」から登場する。

姓名不詳である。自己紹介シーンを見る限り、リトルジョンは渾名のようで、特に大男ということでロビンフッドの文学作品に登場する楽しい仲間（メリー・メン）の副長格であるリトル・ジョン （Little John）を模しているようであるが、実名かどうかドラマの設定がはっきりしていない。演じたディック・ピーボディ本人も演じるキャラクターのフルネームや由来は知らなかった。ちなみにリトルジョンという苗字のアメリカ人も実際にいるので、役名の姓である可能性がないわけではない。

### 準レギュラーメンバー
ウォルトン衛生兵（Doc）演 - スティーブン・ロジャース、声 - 河内博

身長175センチで茶色の髪、青緑の瞳の美形の初代衛生兵。アメリカ版の呼び名は「ドク」のみで、ウォルトンという役名は設定としてはあったが、その名前で呼ばれることはなかった。日本版でも名前で呼ばれず皆から「ドク」や「先生」と呼ばれている。純粋で多感な青年という設定で、酒もタバコもギャンブルもせず、女にもあまり興味を示さない。

家族構成は不明ながら、母親はすでに亡くなっていたことがわかっている。

第1話から第一シーズンのうち22エピソードに登場して降板した。

ヘンリーと同じく、イングランド国教会の礼拝に出席していた。
カーター衛生兵（Doc）演 - コンラン・カーター、声 - 嶋俊介

身長180センチ、茶色の髪で碧眼の二代目の衛生兵。日本版の役名はカーターとされているが、アメリカ版では「ドク」とのみで、姓名不詳。温厚な性格。酒は少し飲み、タバコは一度だけ吸うシーンがあるが、ギャンブルはしない。

アーカンソー州出身で南部訛りで話せる。徴兵されて入隊し、戦後に技能が役に立つようにコック志望だったが、軍は彼を衛生兵とした。

日本版は第一シーズン最終話の「戦争嫌い」、英語版ではシーズン途中の「敵前逃亡罪」から特に説明無く突然登場し始め、以後はほぼレギュラー。計66エピソードに出演した。初代ドクとは入れ替わりに登場するわけでなく、日米の第一シーズンの後半と第二シーズンの前半では、あるエピソードでは初代が、別のエピソードでは二代目が出ているという状態であった。

衛生兵なので元来は戦闘行為をしてはいけないが、第32話「戦争嫌い」では自ら銃を取って戦闘への参加をヘンリー少尉に志願したり、第53話「人質の三人」では敵を殴ってサンダースやケーリを救った。
ブラドック二等兵（Pvt. Braddock）演 - シェッキー・グリーン、声 - 西桂太

分隊で一番の怠け者で、身長175センチの体重91キログラムというずんぐりとした体型、茶色の髪で碧眼。TBS版の日本語吹替版では関西弁で話す。賭けで手に入れた大金を砲撃の流れ弾で吹き飛ばされるなど運が悪い。同僚の携帯食料を使用済みのバッテリーと交換するなどしてヘンリー少尉から呆れられていた事がある。射撃が下手であり、サンダース軍曹をライフルグレネードで援護した時に誤って彼の近くに擲弾を何回も着弾させていた。しかし、船酔いでまともに歩けない兵士に自ら手を貸すなどの優しい一面や、新兵の認識票が鳴らないように工夫してやるなどの世話好きの一面もある。

シカゴのタクシー運転手。徴兵されて嫌々入隊した。カービーとは同郷。

第1話から登場するが、8エピソードに登場したのみで突然降板した。

しばしばトラック運転手や大佐のジープの運転手などを買って出て歩兵任務から逃れようとする。また、行軍が苦手ですぐ音を上げるため、サンダースの分隊ではしばしば足手まとい。
ビリー二等兵（Pvt. Billy Nelson）演 - トム・ローウェル、声 - 市川治

フルネームはビリー・ネルソン。サンダースの分隊では一番年少で、小柄な体格が特徴。皆にからかわれることが多く、瞞されやすい。また手榴弾の安全ピンを無くすなど、戦場でもしばしば致命的なヘマをするが、親友リトルジョンらに助けられ辛うじてきりぬける。ライトブラウンの髪、碧眼。グレン・ミラーの音楽が好きで、底抜けに明るい性格をしている。

勲章が欲しくて、兵役年齢に達すると同時に志願して入隊した志願兵である。オマハ・ビーチにはリトルションと一緒に上陸したが、そのときはサンダースの分隊にはいなかった。

合計31エピソードに出演第5話「勇者の機関銃」から登場し、第8話「戦場の名投手」の戦闘では死んだような演出になっているが、何事もなく復活。しかし第二シーズン（アメリカ版では途中、日本版ではシーズン最終話）で降板した。

ヘルメットを鍋にしていたため黒い煤が付いている。
故郷に母と弟を残している。
ブロックマイヤー二等兵（Pvt. Brockmeyer）演 - フレッチャー・フィスト、声 - ？

ドイツ語を理解する無線通信手。ドイツ系アメリカ人で、鷲鼻、金髪。

第5話「勇者の機関銃」では無名の無線手として登場し、第一シーズンの準レギュラー。第14話「英雄の条件」からブロッケンマイヤーの役名がついたが、二等兵とされていた。計6エピソードに出演した。

演ずるフレッチャー・フィストは、このキャラクター以外にも、バーネット、ジョンソン、カーソンという3つの別の役柄で3エピソード出演しているが、説明も外見の違いもないため、ブロッケンマイヤーの再登場と誤解されることがある。
マッコール上等兵（Pfc. McCall）演 - ウィリアム・ブライアント、声 - 勝田久

辛辣な口調の兵士。社交的だが、個人的な話はでてこない。

第133話「野良犬」から登場し第五シーズンの準レギュラー。6エピソードに出演した。

演ずるウィリアム・ブライアントは、このキャラクターの前に、別の役柄で3エピソード出演している。

### ゲストスター
コンバット!は話によってゲスト出演のスターが出てきた。ここでは登場した一部のスターを紹介する。
- トム・スケリット、テリー・サバラス、ロバート・デュヴァル、デニス・ホッパー、エディ・アルバート、リー・マーヴィン、ジェームズ・コバーン、チャールズ・ブロンソン、サル・ミネオ、ラモン・ノヴァロなど

## 吹き替え版
日本語吹替は、TBSでの初放送時に制作された物の他に2種類存在する。TBS版とテレビ東京版では一部のシーンがカットされているが、97年発売の東芝VHS版ではノーカット制作となっている。
新規の吹替版が製作されたことにより、TBS版の吹替は「オリジナル吹替え版」として区別されるようになった。（ソフト自体はビクターから発売）この呼称は単行販売のVHSなどにも使用されている。なお、その後のソフト（DVD）や再放送などではTBS版が採用されているため、テレビ東京版と東芝VHS版の吹替が流通する機会は少ない。
| 役名                   | 俳優                     | 日本語吹替 | 日本語吹替   | 日本語吹替 |
| 役名                   | 俳優                     | TBS版      | テレビ東京版 | 東芝VHS版  |
| ---------------------- | ------------------------ | ---------- | ------------ | ---------- |
| サンダース軍曹         | ヴィック・モロー         | 田中信夫   | 田中信夫     | 田中信夫   |
| ヘンリー少尉           | リック・ジェイソン       | 納谷悟朗   | 納谷悟朗     | 大塚明夫   |
| ケーリ上等兵           | ピエール・ジャルベール   | 山田康雄   | 千田光男     | 小杉十郎太 |
| カービー上等兵         | ジャック・ホーガン       | 羽佐間道夫 | 小島敏彦     | 大塚芳忠   |
| リトルジョン上等兵     | ディック・ピーボディ     | 塩見竜介   | 立沢雅人     | 広瀬正志   |
| ウォルトン衛生兵       | スティーブン・ロジャース | 河内博     |              |            |
| カーター衛生兵         | コンラン・カーター       | 嶋俊介     | 及川智晴     | 相沢正輝   |
| ブラドック二等兵       | シェッキー・グリーン     | 西桂太     |              |            |
| ビリー・ネルソン二等兵 | トム・ローウェル         | 市川治     |              |            |
| マッコール上等兵       | ウィリアム・ブライアント | 勝田久     |              |            |

- TBS版：ドイツ兵やフランス人は英語の話せる人物のみ日本語吹替となっており、それ以外の者の会話は字幕対応。
- テレビ東京版：1982年～83年頃、月曜スペシャル枠などで放送した時に制作。ドイツ兵やフランス人も全て日本語吹替となっている他、オリジナルのモノローグが付けられた話もある。
- 東芝VHS版：1997年、東芝EMIからVHSが発売された際に制作。第1シーズンから第4シーズンの全127話の中から40話セレクションされ「ノーカット新吹替版」として収録された。

### スタッフ
※TBS版
- 翻訳：額田やえ子
- 代理店：電通
- 日本語版製作：TBS映画部、トランスグローバル

※テレビ東京版
- 演出：田島荘三
- 翻訳：額田やえ子
- 調整：近藤勝之
- 効果：スリーサウンド
- 担当：小嶋尚志
- プロデューサー：宮永軌雄
- 配給：ワールドヴィジョン、テレビ東京
- 製作：コスモプロモーション

## 装備品・車輌
- 全体的な軍装はM1941フィールド・ジャケットを基本にしている。 ただしヘンリー少尉はウインターコンバットジャケット（タンカースジャケット）、カラー版ではM1943ジャケットを着用している。
- 軍帽はM1941ウールニット・キャップを使用している。（日本名：ジープ帽、現地愛称：Beany）
- 『サンダースのヘルメットの迷彩カバーは海兵隊の物で、考証的には間違っているが彼の特徴の一つとなっている。』とよく言われるが、その迷彩カバーはパラシュート生地である。第二次大戦を記録した映像等で、サンダースのようにパラシュート生地をヘルメットカバーとして使っている例もいくつかあり、ミニTVシリーズ「バンド・オブ・ブラザース」ではパラシュート兵がパラシュートで降下後その生地を切り取ったり、パラシュート生地と思われる迷彩柄の布をスカーフ替わりに首に巻いている等の演出が見られる。
- サンダースの銃はM1A1ではなくM1928A1である。
- カービーが使っているBARは二脚の位置などからしてM1918A2である。
- 第1シーズンではメンバーの銃が特に決められておらず、話によってまちまちだった。例えばノルマンディー上陸のときはサンダースやヘンリーもM1ガーランドを装備していたり、ある話ではメンバー全員がM1カービンを装備していた[51]他、サンダースがM1カービンを携行していた話もある。
- 同じく第1シーズン最初の頃のカービーはM1ガーランドを装備していることが多い。彼がBAR射手になったのは第5話「勇者の機関銃」からである[52]。
- 第1シーズンのサンダースは話によって迷彩柄の無いヘルメットをかぶっている事がある。
- マッコールはM1ガーランドを装備していることが多いが、話によってはBARやバズーカを装備して登場した。
- トンプソンを装備している兵士はサンダースのみであり、ゲストとして登場するアメリカ軍兵士は階級が同じ軍曹でもM1カービンを装備している場合が多い。
- アメリカ軍の手榴弾はマークII手榴弾が使用されている。
- アメリカ軍のバズーカは砲身を二分割にできるM9が使用されている。ドイツ軍にもバズーカが出てくる事があるが、本物のパンツァーシュレックとは形が違うため[53]、アメリカのM9バズーカあたりをドイツ軍風に改造したものと思われる。また、パンツァーファウストを使用していた話もあった。
- ドイツ軍兵士はKar98kを装備。分隊長はMP40、将校はルガーP08かワルサーP38を装備している。話の中盤からは兵士によってGew43を装備していた。機関銃は主にMG42及びMG08[54]を使用している。手榴弾はM24型が使用されている。
- アメリカ軍のものとして登場する車輌は実車が使用されており、ウイリスMBジープを初め、GMC CCKWやダッジ WC51、ダッジM37[55]などのトラック、ダッジWC54野戦救急車などが登場している。また、ジープにおいては後部座席にM2重機関銃を搭載したものや、助手席にM1919A4を取り付けたものなど、登場する種類も多様であった。アメリカ軍戦車はM41、装甲車はM3ハーフトラックが使用されている。
- ドイツ軍の車輌としてキューベルワーゲン、BMW・R75が登場している。また車輛は殆どアメリカ軍のものにバルケンクロイツを描いたものである。戦車はM41(第1シーズンはM48パットンも使用)、装甲車はM3ハーフトラックが主に使用されている。また、将校の乗る車はダッジWC56。トラックはGMC CCKWやWC51、M37などを灰色一色で塗装した物やドイツ軍風の迷彩塗装にした物が主に使用されている。メッサーシュミット Bf109役の単発戦闘機は、P-51がドイツ機風に塗装されて登場している。
- ドイツ軍の対戦車砲はダークイエローに塗装されたM1 57mm砲である。
- 衛生兵のメディカルバッグはなぜか現物がほとんど残っておらず、サープラス品であっても入手は非常に困難。よって撮影でもM1938ディスパッチ・ケース（日本では「コットンマップケース」と呼ばれる。書類カバン）を流用したと見られる。
- アメリカ軍の背負い方式の無線機はハマーランド社製のBC-1000（40-48MHzのFM、出力300mW。到達距離3マイル）と見られる。
- レジスタンスやイギリス軍はステン短機関銃を携帯している[56]。

## 雑記
- 劇中でカービーが使用するブローニングM1918自動小銃は実銃である。
- 無線のコードネームはチェス用語から取っており、チェックメイト（第361連隊第3大隊のコールサイン）、ホワイトルーク（サンダースが率いる第1分隊のコールサイン）、ブラックルーク（第2小隊の別の分隊のコールサイン。1個小隊は最大4個分隊で構成される）、ホワイトビショップなどがある。ホワイトルークの部分は誤ってホワイトロックと吹き替えられて放送されていたが、第5シーズンでは「ホワイトルーク」に修正されている。また、放送開始の頃の話では第2小隊を表す「ツー」の部分が翻訳ミスにより台詞に入っていなかった。そのため無線の台詞が話の全体を通すと「チェックメイト・キング、こちらホワイトロックどうぞ」→「チェックメイト・キングツー（K-2でK中隊第2小隊のコールサイン。つまり中隊・小隊レベルのコールサインは全ての大隊で共通と見られる）、こちらホワイトロックどうぞ[57]」→「チェックメイト・キングツー、こちらホワイトルークどうぞ」という風に変わっている[58]。
- ケイジの名前がケーリになった理由は、当時同じ放送局で『七人の刑事』という番組を放送しており、名前が「ケイジ」だと刑事を連想してしまうとの事で「ケーリ」に変更された。その後さらに「ケーリ」だと日本語の「経理」と同じ発音なので語尾に「－」を付けて「ケーリー」へと変更された[58]。
- 英語と並んでフランス語も公用語とされるルイジアナ州出身のケーリはフランス語が話せ、たびたび通訳として活躍する。但し、ドラマの中で「ルイジアナの馬面野郎!」と揶揄された事もある。
- 劇中に出てくる戦車は時々第二次世界大戦の戦場記録映像が使われていることもあるが、その中に出てくるドイツ軍戦車は38t戦車であったり、II号戦車やIV号戦車の初期型であったりなど考証的に間違っている場合が多い。しかし、話によってはティーガーIなどの戦車が出てきた事もあった[59]。
- 砲兵隊による砲撃のシーンや爆撃機による爆撃のシーンは第二次世界大戦の戦場記録映像が使用されている。
- 日本語吹き替えでは「軍曹、三等曹長（SGT）」を軍曹、上位の「二等軍曹（SSG）、一等軍曹（SFC）、二等曹長（TSgt）」は曹長（MSG）で吹きかえられている[60]。また「上等兵」は一等兵または一兵卒と吹きかえられている。
- 第5シーズンの日本語字幕版はヘンリーが中尉とされ、一見昇進したかのように思えるがそれは誤りで、少尉である。階級章も「少尉」のままで、「second lieutenant」と発言する場面がある。もし中尉であれば「first lieutenant」である。
- 2006年から2009年にNHKの「懐かし海外ドラマ」枠で放送された物はドイツ語、フランス語等の翻訳字幕が全て消されてしまい、ドイツ軍兵士、フランス人は会話で何を話しているのかわからなくなってしまっている。また、ドイツ語が日本語に吹き替えられていた回がある。
- 登場するのは、アメリカ兵、敵役のドイツ兵、ドイツ占領下にあるフランス人（レジスタンス、一般人、ドイツ協力者）がほとんどであるが、簡単な敵味方関係について、「アメリカ兵←レジスタンス←一般人→ドイツ協力者→ドイツ兵」、と分類する事が可能である。
- 第361歩兵連隊は実在するが、イタリア戦線で戦っておりノルマンディー上陸には参加していない。つまりドラマの設定はすべてフィクションである。
- ミリタリー雑誌のコンバットマガジンには、当番組の特集が創刊当初から幾度と無く組まれ掲載されていた。また、サンダース軍曹などの登場人物が当雑誌の表紙を飾った事もある。
- 1998年にはアメリカのグリーンアロー出版から「コンバット・クロニクル」が発行された。これは当番組のエピソードガイドで内容もとても充実したものとなっている。日本でも翻訳版が発売されたが、2012年現在絶版状態のため新刊での入手は不可能である。尚、アメリカでは2008年に改訂版が出版されている。
- サンダースなどが、ヘルメットの顎紐を外しているのは、これをしっかりと締めていると近くで強烈な爆風を浴びた時に、ヘルメットの内側に爆風が吹き込み、ヘルメットを吹き飛ばす風力が顎紐から首に集中的にかかって、首の骨が折れると現場の兵士達に信じられていた為であるが（顎紐を締めていなければ爆風を受けてもヘルメットが飛ぶだけで済む）、白兵戦の時に敵にヘルメットを引っ張られると顎紐が首を絞めるという､より現実的な問題もあった。後に衝撃で外れる顎紐に変更されるが、顎紐をしない兵士は依然多かった。21世紀の現在でも顎紐を締めずヘルメットの縁に引っ掛けておく者はいる。現行のACHやLWHではこの技は使えない。
- ヘルメットは全て､1941年に正式採用されたM1ヘルメットを装備している。これには衝撃吸収用にフェノール樹脂を含侵した紙或いは樹脂そのものの成型で出来た中帽があり、同時代の他国の衝撃吸収性に乏しい鋼製ヘルメットに対してより安全なヘルメットとなっている。鋼製の外帽とは特に機械的に結合している部分は無く、中帽だけ取り出して装着出来る様顎紐が別にある（樹脂の成型品である為、中帽だけで今日の作業用安全ヘルメット相当となる）。外帽と中帽はしっかりと嵌め込まれていたが、何かのはずみで外れてしまうので、多くの兵士は中帽の顎紐を外帽の鍔にかけ、外帽と中帽を固定していた。顎紐をしない兵士のヘルメットの前後の鍔に細いベルトが見えるのは、片方は中帽固定の為の顎紐で、もう一方は外帽の顎紐である。このヘルメット前後の鍔それぞれに顎紐がかかっているのは、中帽を持つM1ヘルメットの外観上の特徴である。
- 劇中でリトルジョンが外帽を洗面器代わりにして髭を剃るシーンがあるが、M1ヘルメットには中帽があるため他国の鋼製ヘルメットの様な内側のストラップやネット類が無く、実際に洗面器や食器、スコップなどに活用出来た。ただ、外帽の素材であるマンガン鋼は熱をかけると強度上の劣化が激しい為、調理器具の代わりに火にかけることは禁止された。
- 鉄道の描写はフランス国内にあるのにもかかわらず、鉄道車両に装備されているのは欧州で使用されているバッファー付きの螺旋連結器ではなく、アメリカ国内で一般的な自動連結器である。

## ゲーム
- サージェント・サンダース・コンバット!　1995年9月29日 アスキー

1995年にアスキーより、本作を題材にしたスーパーファミコン用ゲームソフトが発売された。ジャンルは戦車などの機動兵器が登場しない歩兵戦のみのウォー・シミュレーションゲームで1ターン内で「しゃがむ」や「ほふく前進」などの他の作品ではほとんど見られない歩兵の行動を細かく指示ができるシステムとなっている。
- 突撃!!ファミコンウォーズ 2005年 任天堂

このゲームのTVCMには本作のメインテーマが使用されていた。